# Geneviève Simard
Geneviève Simard (ur. 5 listopada 1980 w Montrealu) – kanadyjska narciarka alpejska.

## Kariera
Po raz pierwszy na arenie międzynarodowej pojawiła się 27 listopada 1995 roku w Mont-Sainte-Anne, gdzie w zawodach Nor-Am Cup zajęła 23. miejsce w slalomie. W 1997 roku wystąpiła na mistrzostwach świata juniorów w Schladming, gdzie zajęła 11. miejsce w supergigancie i 32. w zjeździe. Na rozgrywanych rok później mistrzostwach świata juniorów w Megève była ósma w slalomie i dziesiąta w gigancie. Jeszcze dwukrotnie startowała w zawodach tego cyklu, ale plasowała się poza czołową dziesiątką.
W zawodach Pucharu Świata zadebiutowała 19 listopada 1998 roku w Park City, gdzie nie ukończyła pierwszego przejazdu w gigancie. Pierwsze punkty wywalczyła 21 listopada 2001 roku w Copper Mountain, gdzie zajęła piętnaste miejsce w tej samej konkurencji. Na podium zawodów tego cyklu pierwszy raz stanęła 19 stycznia 2002 roku w Berchtesgaden, kończąc rywalizację w gigancie na trzeciej pozycji. W zawodach tych wyprzedziły ją jedynie Austriaczka Michaela Dorfmeister i Stina Hofgård Nilsen z Norwegii. W kolejnych startach jeszcze cztery razy stanęła na podium: 14 stycznia 2004 roku w Cortinie d’Ampezzo była najlepsza w supergigancie, a 8 stycznia 2005 roku w Santa Caterina, 29 stycznia 2006 roku w Cortinie d’Ampezzo i 18 marca 2006 roku w Åre była druga w gigancie. W sezonie 2005/2006 zajęła 17. miejsce w klasyfikacji generalnej, a w klasyfikacji giganta była piąta.
Wystartowała na igrzyskach olimpijskich w Salt Lake City w 2002 roku, gdzie zajęła 7. miejsce w kombinacji i 18. w supergigancie. Podczas rozgrywanych cztery lata później igrzysk w Turynie była piąta w gigancie i 20. w supergigancie. W międzyczasie zajęła czwarte miejsce w supergigancie podczas mistrzostw świata w Sankt Moritz w 2003 roku. Walkę o medal przegrała tam z Jonną Mendes z USA o 0,27 sekundy. Była też między innymi ósma w gigancie na mistrzostwach świata w Santa Caterina w 2005 roku.

## Osiągnięcia

### Igrzyska olimpijskie
| Miejsce | Dzień     | Rok  | Miejscowość    | Konkurencja | Czas zawodów | Strata | Zwyciężczyni         |
| ------- | --------- | ---- | -------------- | ----------- | ------------ | ------ | -------------------- |
| 7.      | 14 lutego | 2002 | Salt Lake City | Kombinacja  | 2:43,28      | +4,86  | Janica Kostelić      |
| 18.     | 17 lutego | 2002 | Salt Lake City | Supergigant | 1:13,59      | +2,03  | Daniela Ceccarelli   |
| 20.     | 20 lutego | 2006 | Turyn          | Supergigant | 1:32,47      | +1,91  | Michaela Dorfmeister |
| 5.      | 24 lutego | 2006 | Turyn          | Gigant      | 2:09,19      | +1,54  | Julia Mancuso        |

### Mistrzostwa świata
| Miejsce | Dzień       | Rok  | Miejscowość       | Konkurencja | Czas biegu | Strata | Zwyciężczyni          |
| ------- | ----------- | ---- | ----------------- | ----------- | ---------- | ------ | --------------------- |
| 26.     | 11 lutego   | 1999 | Vail/Beaver Creek | Gigant      | 2:08,54    | +6,37  | Alexandra Meissnitzer |
| DNF2    | 13 lutego   | 1999 | Vail/Beaver Creek | Slalom      | 1:33,97    | -      | Zali Steggall         |
| 4.      | 3 lutego    | 2003 | Sankt Moritz      | Supergigant | 1:27,48    | +0,42  | Michaela Dorfmeister  |
| 27.     | 9 lutego    | 2003 | Sankt Moritz      | Zjazd       | 1:34,30    | +1,74  | Mélanie Turgeon       |
| 14.     | 10 lutego   | 2003 | Sankt Moritz      | Kombinacja  | 2:41,63    | +5,19  | Janica Kostelić       |
| DNF2    | 13 lutego   | 2003 | Sankt Moritz      | Gigant      | 2:30,97    | -      | Anja Pärson           |
| 26.     | 30 stycznia | 2005 | Santa Caterina    | Supergigant | 1:17,64    | +2,97  | Anja Pärson           |
| 8.      | 4 lutego    | 2005 | Santa Caterina    | Gigant      | 2:13,63    | +1,48  | Anja Pärson           |
| 20.     | 6 lutego    | 2007 | Åre               | Supergigant | 1:18,85    | +2,39  | Anja Pärson           |
| 10.     | 13 lutego   | 2007 | Åre               | Gigant      | 2:31,72    | +1,62  | Nicole Hosp           |
| DNF1    | 12 lutego   | 2009 | Val d’Isère       | Gigant      | 2:03,49    | -      | Kathrin Hölzl         |

### Mistrzostwa świata juniorów
| Miejsce | Dzień     | Rok  | Miejscowość | Konkurencja | Czas biegu | Strata | Zwyciężczyni     |
| ------- | --------- | ---- | ----------- | ----------- | ---------- | ------ | ---------------- |
| 32.     | 26 lutego | 1997 | Schladming  | Zjazd       | 1:37,45    | +4,17  | Monika Bergmann  |
| 11.     | 27 lutego | 1997 | Schladming  | Supergigant | 1:19,96    | +2,57  | Karen Putzer     |
| DNF2    | 28 lutego | 1997 | Schladming  | Slalom      | 1:38,88    | -      | Tanja Poutiainen |
| DNF1    | 1 marca   | 1997 | Schladming  | Gigant      | 1:56,82    | -      | Karen Putzer     |
| 8.      | 28 lutego | 1998 | Megève      | Slalom      | 1:26,48    | +2,25  | Stefanie Wolf    |
| 10.     | 1 marca   | 1998 | Megève      | Gigant      | 1:54,35    | +2,44  | Anja Pärson      |
| 14.     | 9 marca   | 1999 | Pra Loup    | Slalom      | 1:46,62    | +3,53  | Anja Pärson      |
| 13.     | 10 marca  | 1999 | Pra Loup    | Gigant      | 1:53,82    | +4,24  | Denise Karbon    |
| 11.     | 26 lutego | 2000 | Quebec      | Slalom      | 1:50,79    | +3,92  | Anja Pärson      |

### Puchar Świata

#### Miejsca w klasyfikacji generalnej
- sezon 2001/2002: 41.
- sezon 2002/2003: 35.
- sezon 2003/2004: 34.
- sezon 2004/2005: 23.
- sezon 2005/2006: 17.
- sezon 2006/2007: 41.
- sezon 2008/2009: 79.

#### Miejsca na podium
1. Berchtesgaden – 19 stycznia 2002 (gigant) – 3. miejsce
2. Cortina d’Ampezzo – 14 stycznia 2004 (supergigant) – 1. miejsce
3. Santa Caterina – 8 stycznia 2005 (gigant) – 2. miejsce
4. Cortina d’Ampezzo – 29 stycznia 2006 (gigant) – 2. miejsce
5. Åre – 18 marca 2006 (gigant) – 2. miejsce